# Mahaaungmyay
Mahaaungmyay är en kommun i Myanmar.   Den ligger i regionen Mandalayregionen, i den centrala delen av landet, 250 km norr om huvudstaden Naypyidaw. Antalet invånare är 223 338.